# 蒂萨新城区
蒂萨新城区（匈牙利語：Tiszaújvárosi járás），是匈牙利包尔绍德-奥包乌伊-曾普伦州的一个区，总面积248.87平方公里，总人口31,842人（2011年），人口密度128人/平方公里。中心城市为蒂萨新城。

## 市镇
蒂萨新城区包含一个城镇和15个村庄。